# Miss You (песня Жереми Макиесе)
«Miss You» (с англ. — «Скучать по тебе») — песня бельгийского певца Жереми Макиесе, с которой представлял Бельгию на конкурсе песни «Евровидение-2022»

## Конкурс песни «Евровидение»
15 сентября 2021 года RTBF объявила, что они внутреннее выбрали Жереми Макиесе в качестве представителя Бельгии на конкурс «Евровидение-2022».
Песня была впервые выпущена 10 марта 2022 года в бельгийском радиошоу Le 8/9, а затем песня была показана на бельгийском телеканале La Une и вскоре на канале YouTube конкурса песни Евровидение.
Бельгия прошла в финал из второго полуфинала, который состоялся 12 мая 2022 года.